# Johan Wretman (1670–1735)
Johan Wretman, född december 1670, död 25 maj 1735, var en svensk handelsman och politiker.

## Biografi
Johan Wretman föddes 1670 i Arboga. Han arbetade som handelsman i Stockholm och var riksdagsledamot för borgarståndet i Stocholms stad vid riksdagen 1726–1727. Wretman avled 1735.

### Familj
Wretman gifte sig 1702 med Katarina Utter (död 1710).